# Theodor Heimeier Metallwerk
Die IMI Hydronic Engineering Deutschland GmbH ist ein Unternehmen der Heizungstechnik, das Heizungsarmaturen entwickelt, produziert und weltweit vertreibt. Es hat seinen Sitz im nordrhein-westfälischen Erwitte und ist Teil des IMI plc-Konzerns.

## Geschichte
Das Unternehmen wurde 1928 in Lippstadt von dem Ingenieur Theodor Heimeier gegründet. Er errichtete zunächst eine Fertigungsstraße für Roh- und Fertigteile, die Press- und Gussteile aus Messing für den allgemeinen Armaturenbau produzierte. Nach dem Tod des Firmengründers 1946 spezialisierte sich die Firma in den 1950er Jahren zunehmend auf Armaturen im Heizungsbau und begann 1952 mit dem Bau einer Rotgussgießerei; 1965 zog die Firma in das 6 km entfernte Erwitte um. Es erfolgte die Markteinführung des Heizkörper-Regulierventils Mikrotherm, das 1969 durch ein flüssigkeitsgefülltes Thermostatventil ergänzt wurde. Die weltweite Ölkrise verschärfte den Blick auf energiebewusste Anlagen und ebnete den Weg für die zunehmende Nachfrage nach Thermostaten und Heizungsarmaturen.
Im Jahr 1980 konnten deshalb Werksvertretungen in Kanada, Australien, Japan und Fernost sowie in den USA gegründet werden; die Produktionsstätten in Erwitte werden seit 1960 ständig erweitert. 1995 wurde das Unternehmen vom IMI-plc-Konzern übernommen.
Die Firma beschäftigte im Jahr 2025 380 Mitarbeiter, davon 10 Auszubildende.

## Produkte
Zunächst begann man mit der Produktion von Gasabsperrhähnen (1935) und in zunehmendem Maße Heizungsarmaturen. 

Eclipse Thermostat-Ventilunterteil mit automatischer Durchflussregelung

Das Mikrotherm-Regulierventil bildete 1959 das Kerngeschäft und wurde 1969 zu einem zum Patent angemeldeten, flüssigkeitsgefüllten Thermostatventil weiterentwickelt. Im Jahre 1980 verließen insgesamt 50.000 Armaturen pro Tag die Gießerei.
Das Thermostatventil bildet heute den Kernbereich des Unternehmens und wurde deshalb ständig weiterentwickelt. Aktuell gibt es 120 verschiedene Ventilunterteile und 40 verschiedene Thermostatköpfe. So gibt es Ventile für umgekehrte Flussrichtung, umgekehrte Wirkrichtung, besonders widerstandsarme Ventile sowie Bauformen für alle Arten der Heizkörperanbindung und Behördenmodelle.
Außer den Einstellpositionen 1–5 für die Raumtemperatur haben die Thermostatköpfe optische Markierungen für frostsicheren Betrieb und Nachtabsenkung sowie fühlbare Rillen, welche die Bedienung für Sehschwache erleichtern. Übergangsstücke ermöglichen den Aufsatz von Thermostatköpfen auch von Konkurrenzprodukten.

Smart Home Raumtemperaturregelsysteme für Heizkörper: neo-K

Weitere Produkte sind u. a. thermische Stellantriebe für Fußbodenheizungen und für Heizungs-, Lüftungs- und Klimaanlagen, 
Raumthermostate, Sonderarmaturen, Strangregulierventile für den hydraulischen Abgleich und Überströmventile.
Mit dem Aufkommen der Datenübermittlung wurden Funk- und Bus-Systeme entwickelt.

## Neuer Unternehmensauftritt
IMI Hydronic Engineering hat sich zum 7. Oktober 2024 in IMI umbenannt. Der neue Unternehmensauftritt umfasst ein Logo in Lila 

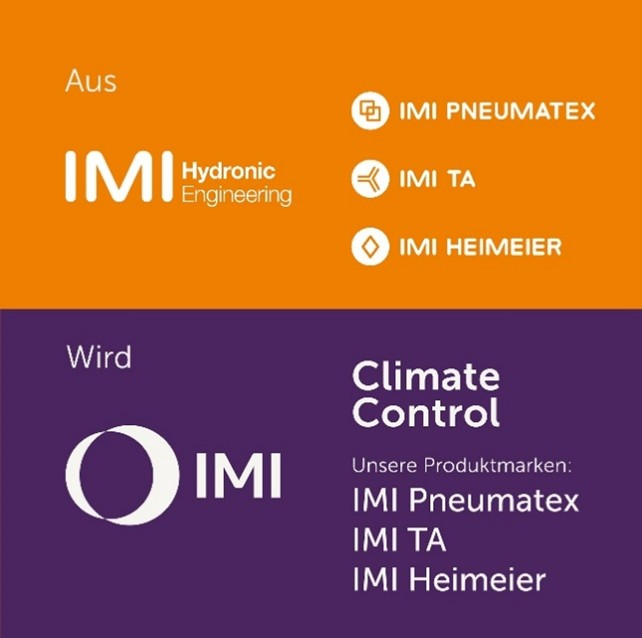
Von Orange zu Lila: IMI Hydronic Engineering ist jetzt IMI, die vertrauten Produktmarken IMI Pneumatex, IMI TA, IMI Heimeier werden im Unternehmenssektor Climate Control zusammengefasst.

und ersetzt die bisherige orangene Farbgebung. Gleichzeitig wurde der neue Unternehmenssektor Climate Control geschaffen, der ausschließlich dem HLK-Bereich gewidmet ist. Climate Control fasst die Marken IMI Pneumatex, IM TA und IMI Heimeier zusammen. Die neuen Strukturen ermöglichen eine stärkere Bündelung des Fachwissens und die Entwicklung effizienter Lösungen für Raumklima und Heiz- sowie Kühlanwendungen.
Durch die Zusammenführung der Geschäftsbereiche unter einer einheitlichen Identität beabsichtigt IMI, das Leitbild „Breakthrough Engineering for a better world“ zu stärken und als Systempartner für hydraulische Wasserkreisläufe aufzutreten. Das aktualisierte Logo und die neuen Farben sind auf digitalen Kanälen, bei Veranstaltungen und Produktkennzeichnungen sichtbar; neue Produktverpackungen werden schrittweise eingeführt, um Nachhaltigkeitsziele zu unterstützen.

## Weblink
- Webpräsenz des Unternehmens